# Amael
Amaël (féminin : Amaëlle) est un prénom épicène celtique qui vient de maël signifiant « prince ».

## Fête chrétienne
- Le 13 mai

## Personnalité portant ce prénom
- Pour l'ensemble des articles sur les personnes portant ce prénom, consulter :
  - la liste des articles dont le titre commence par ce prénom
  - les listes produites par Wikidata : Liste des personnes de prénom « Amael » — même liste en incluant les éventuels prénoms composés qui contiennent « Amael ».